# アンカーベイビー

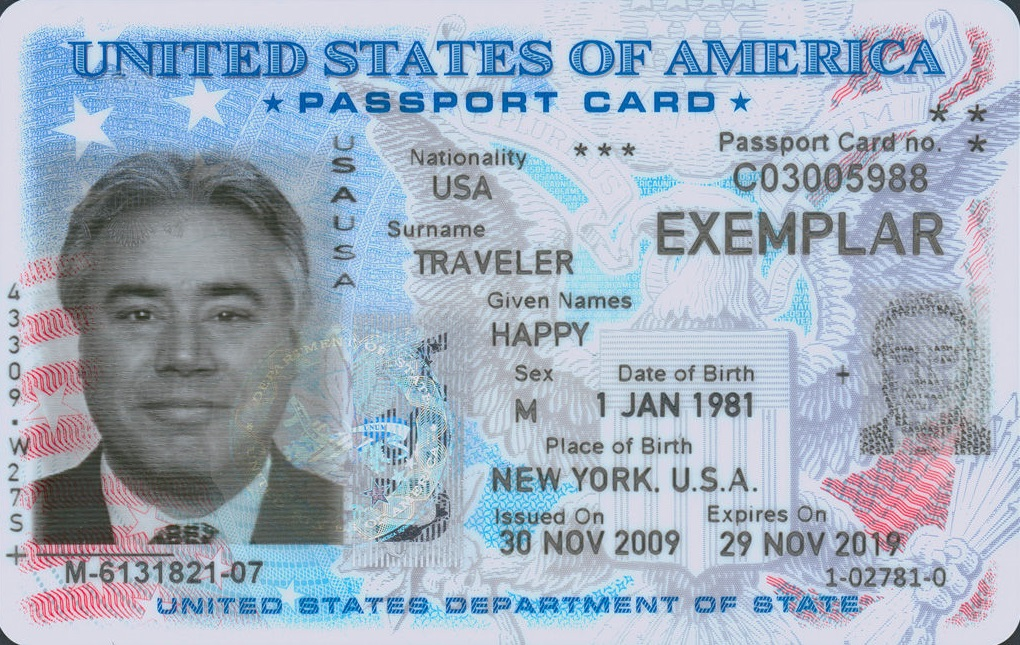
米国市民の旅券。アメリカ領土ではアンカーベイビーが多くとも一年に40万人誕生している。

アンカーベイビー（Anchor baby、錨の子）とは、外国人の母親が出生地主義国に出産旅行して産む子のこと。その子が21歳に達すると両親と家族に在留許可が下りる。
アメリカ合衆国では、アメリカ市民権（生得的市民権）を得る子に対する差別用語として捉えられており、不法移民に関する議論の中で頻繁に使用される。カナダでも国籍法により出生地主義を採用しているため、これを利用して出産旅行をして生まれる子はパスポートベイビー（passport baby）と呼ばれる。

## 歴史
類語であるAnchor child（アンカーチャイルド）は、「まだ海外にいる家族の移民を後援する非常に若い移民」を指し、1987年以降のベトナムのボートピープルに対して頻繁に使用された    。2002年にはアイルランド最高裁判所で、アイルランド生まれの子供を指すためにこの家族の弁護士がこの語を使用した。両親の強制送還を命じた2003年の最高裁判所判事がアンカーベイビーとこれに関する議論について言及した （アイルランドは翌年2004年に出生地主義を廃止した ）。 
「アンカーベイビー」という語は1996年に書籍などで登場し、アメリカでの移民論争への注目が高まる中、2006年に新たな注目が集まるまで比較的認知度は低かった   。この語は一般的に軽蔑的だと考えられている。
ユタ州司法長官のマークサートレフは、連邦政府による移民法のモデルとして2010年のユタコンパクト宣言を推進するための会議で、2012年に「神の子をアンカーベイビーと呼ぶのは無礼だ。」 と述べた。

## 移民としての資格
アメリカ合衆国憲法修正第14条の市民権条項は 「アメリカ合衆国で生まれ、または帰化し、その管轄権の対象となるすべての人は、アメリカ合衆国およびそれらが居住する州の市民である」を示してる。 アメリカの最高裁判所は、169 U.S. 649 (1898) 修正第14条で、たとえ両親が外国籍であっても、アメリカの永住者であっても、外国の司法管轄権にない限り全ての個人にアメリカ市民権を保証している      。 
ほとんどの憲法学者は、合衆国憲法修正第14条が合衆国で生まれた場合、不法移民に対しても生得市民権を保証することに同意している      。
ただし国の子供に対する教育的資格を違法に含む訴訟、5対4の過半数を対象とするブレナン裁判官は、そのような人々はアメリカの管轄下にあり、したがって、その法律によって保護されている。彼は脚注で、「合衆国への入国が合法であった居住者移民と不法入国であった居住者移民との間で修正第14条「管轄権」に関してもっともらしい区別を引くことはできない」と述べた  。2006年にドナルドトランプ大統領が後に第5巡回区控訴裁判所に指名するJames Chiun-Yue Ho裁判官は、1898年にPlyler判決で「疑いは休む」と述べ、 ウォンキムアークの決定は、「 9人の正義すべてが、 平等保護条項が法的外国人と違法外国人を同様に保護することに同意しました。 そして、9人全員がその結論に達したのは、違法な外国人が合法的な外国人とアメリカ市民に劣らず、アメリカの「管轄下にある」からです。」として不法外国人に適用された。
統計によると、文書化されていない移民のかなりの数がアメリカで子供を出産しているが、両親の市民権を取得することが彼らの目標であるという混合した証拠がある。PolitiFactによると、アメリカで生まれた子供を持つことの移民の利点は限られています。 市民の子供は、21歳になるまで親の入国を後援することができない。また、親が不法に国内に滞在したことがある場合は、少なくとも10年間は国を離れ、帰国していないことを示す必要がある。ただし、妊娠中および授乳中の母親は、連邦のWIC （Women、Infants and Children）プログラムを通じてフードバウチャーを受け取り、メディケイドに子供を登録できる。
国内に10年以上滞在している市民の子供の親も国外追放の申請をすることができるが、救済ステータスを受け取ることができるのは年間4,000人だけである。そのため、PolitFactによれば、親のために市民権を得るために子供を持つことは「非常に長期的で不確実なプロセス」である。アメリカ市民の子供たちの約88,000人の法定居住者の両親が2000年代に国外追放されたが、そのほとんどが軽犯罪の有罪判決によるものだった。

## 事例
不法移民を批判する人の中には、アメリカの「 生得権市民権 」は不法移民のインセンティブであり、移民は子供がアメリカ市民になるために出産するために国に来ると主張している。 アメリカの不法移民の子供たちの大多数は市民であり、その数は増加している。 ピューヒスパニックセンターの報告によると、不法移民の子供たちの推定73％は、2003年の63％から、2008年には市民であった。 合計380万人の不法移民には、少なくとも1人のアメリカ人の子供がいた。 アメリカ上院議員 リンジーグラハムによる主張を調査したところ、 PolitiFactは、市民権が動機付けの要因であるという考えを裏付けるさまざまな証拠を発見した。PolitiFactは、「彼のデータは、不法移民の動機は長期にわたる仕事とより良い経済的地位の探求であり、米国生まれの赤ちゃんの市民権ではないことを示唆している」と結論付けている。  
特にアジアやアフリカの観光客の間で、増加傾向があった香港 、 中国 、 韓国 、 台湾やナイジェリア 、アメリカに  「を利用するために誕生ホテルを彼らのためにアメリカの市民権を確保するため」子供と両親からアメリカへの将来の移民の可能性を開いたままにしておく 。妊娠中の女性は通常、妊娠の最後の数か月間は施設に滞在するために約20,000ドルを費やし、新しい赤ちゃんのアメリカパスポートを回復して待つためにさらに1か月かかる。場合によっては、カナダまたはアメリカ子供が中国本土の両親に生まれたことは、 中国の 一人っ子政策を回避するための手段とされる。香港 と北マリアナ諸島 も人気の目的地であり、より厳しい地方規制により交通が妨げられていた。 一部の将来の母親は、アメリカへの入国の意図、アメリカの移民法違反を偽っており、2020年1月24日以降、アメリカ領事館のポリシーにより、領事担当官が初等教育のために旅行していると信じる理由がある申請者からのBビザ申請が子供のためにアメリカ市民権を得るためにアメリカで出産する目的であるとして拒否された。

## 論争
2006年8月17日、 シカゴトリビューンのコラムニスト、 エリックゾーンは、移送命令を逃れてシカゴの教会で聖域を与えられた母親を批判するコラムで、 サウルアレラーノを参照して「アンカーベイビー」という用語を使用した。2つの苦情を受けた翌日、Eric Zornはシカゴトリビューンブログの弁護で、この言葉は1997年以来新聞記事に登場したと述べ、「私のコラムのように引用によって通常和らげられた」と述べ、この言葉を使用したことを後悔したと述べた彼のコラムでは、将来的に再び使用しないことを約束した。
2007年8月23日、 カリフォルニア州サンディエゴエリアのノースカウンティータイムズは、以前のコラムニストの1人、ラウルロウリーコントレラスから「アンカーベビー」は悪意のある表現であるとの批判を受け、「アンカー赤ちゃん」は、 手紙や意見の一部として印刷される。
2014年4月15日、 テキサス州サンアントニオとの移民法に関するテレビ討論会の最中に、 ジュリアンカストロ市長、テキサス州上院議員ダンパトリックは、「アンカーの赤ちゃん」という言葉を使って批判され、州の移民問題のいくつかについて自分の見解を述べた。テキサスが直面した 。
2016年1月、共和党の大統領ドナルドトランプは、当時合法的にカナダに居住していたアメリカ人の母親とキューバ人の父親にカナダで生まれたテッドクルスを「アンカーベビー」と呼んだ。